# Naver (entreprise)
‌
Naver (hangeul: 네이버) est une entreprise sud-coréenne d'informatique. Elle est notamment propriétaire du moteur de recherche homonyme Naver.
L'entreprise opère à l'international et dispose de bureaux au Japon, aux États-Unis, en France, en Chine et dans des pays d'Asie du Sud-Est.

## Historique
Naver Corporation est créée en juin 1999 sous le nom de Naver Comm.
En juillet 2000, Naver fusionne avec Hangame Communications Inc. et plusieurs autres sociétés, dont Oneque et Search Solutions.
En 2002, NHN est enregistrée au KOSDAQ.
En 2008, NHN apparaît sur la liste Forbes Global 2000 pour la première fois. La même année, NHN détenait la plus grande capitalisation boursière parmi les sociétés cotées au KOSDAQ avant d'être transférée sur le marché KOSPI en novembre.
En 2010, NHN rachète Livedoor, un fournisseur d'accès à Internet et une plateforme de blog japonaise.
En 2013, NHN se scinde en deux, créant Naver Corporation et NHN Entertainment, anciennement connu sous le nom de Hangame. L'entreprise construit la même année un centre de données à Chuncheon, dans la province de Gangwon.
Le chiffre d'affaires annuel de Naver pour 2016 était de 4,02 billions de wons. En 2016, Line Corporation est cotée sur NYSE et sur TSE et en août, Naver établit sa filiale SNOW. En septembre, Naver et sa filiale Line annoncent leur intervention d'investir 100 millions d'euros (112 millions de dollars) dans le fonds européen K-Fund 1, géré par Korelya Capital, une société d'investissement établie par Fleur Pellerin. Cet investissement amène la Haute Autorité pour la transparence de la vie publique à saisir la justice, et la brigade de répression de la délinquance économique à perquisitionner en 2020 les sièges parisiens de Korelya consulting et de Naver France.
En 2016 la page d'accueil de Naver compte 26 millions de visiteurs.
En 2017 sont créées Naver Labs et Webtoon. Naver ouvre aussi Space Green, un espace à l'intérieur de la Station F, en France.
L'entreprise grenobloise Xerox Research Center Europe est rachetée et rebaptisée Naver Labs Europe.
En novembre 2019, SoftBank annonce la fusion de Yahoo Japan avec Line, dans une transaction valorisant l'ensemble à 30 milliards de dollars. À la suite de cette opération, la nouvelle entité prend le nom de Z Holdings et est détenue à 50 - 50 par SoftBank et Naver.
En octobre 2022, Naver annonce l'acquisition de Poshmark, une plateforme américaine de revente d'articles, pour 1,2 milliard de dollars.

## Produits et services

### Moteur de Recherche
Naver est souvent appelé le «Google de la Corée du Sud».

#### Junior Naver
Junior Naver est un service de recherche pour enfants qui a débuté en 1999. L'application et la version web mobile ont chacune été lancées en 2011 et 2012. Junior Naver a un système de surveillance parentale qui bloque les informations inappropriées.

#### Knowledge iN
En 2002, Naver a mis en place une plateforme Q&A. Knowledge iN propose également une fonction appelée Open Dictionary, qui est une base de données d'articles informatifs générés par les utilisateurs.

#### Dictionaire and Encyclopédie
Le Dictionaire de Naver compte 34 langues.
L'Encyclopédie de Naver consiste d'une base de données professionnelle avec plus de 3 millions d'entrées provenant de nombreuses encyclopédies différentes[réf. nécessaire].

### Papago
En juillet 2017, Naver a lancé Papago, un traducteur mobile basé sur l'IA qui utilise une technologie de réseau neuronal appelée N2MT (Naver Neural Machine Translation). Il peut traduire des textes et des phrases dans 14 langues différentes (coréen, anglais, chinois, japonais, espagnol, français, hindi, thai, allemand, russe, portugais, italien, Vietnamien, indonésien) en analysant le contexte au lieu de faire une analyse statistique.

## Filiales

### Line
Line Corporation a été créée en septembre 2000 sous le nom de NHN Japan et est la filiale mondiale de Naver Corporation. L'entreprise gère des services centrés sur le Line, une messagerie instantanée gratuite disponible sur les appareils mobiles et PC. Line compte à peu près 430 millions d'internautes dans le monde. En 2016, l'entreprise est cotée en Bourse.
LINE Corporation gère également la plateforme de curation numérique Naver Matome, le site d'informations complet Livedoor News et le plus grand blog du Japon, Livedoor Blog.
L'entreprise emploie actuellement 1979 personnes et le siège social est situé à Shinjuku, Tokyo.

### CAMP Mobile
CAMP Mobile a été créé en mars 2013 et se concentre sur le développement de services mobiles.
BAND, la première application de CAMP Mobile lancée en août 2012, est un réseau social fermé. L'application compte plus de 80 millions de téléchargements, les utilisateurs mondiaux représentant 30 % de la base d'utilisateurs, et supporte actuellement 10 langues dans plus de 168 pays. Band Game a également été lancé en mai 2014 pour fournir une plateforme concurrentielle pour les utilisateurs et les sociétés de jeux. Selon un sondage réalisé par la firme d'analyse de données d'applications Wiseapp en septembre 2017, Naver BAND est la deuxième application de service de médias sociaux la plus utilisée par les utilisateurs sud-coréens, après Facebook. Son temps d'utilisation total était de 29 millions d'heures, soit une augmentation de 32 % par rapport à l'année précédente. Naver Café arrive en troisième position, devançant Instagram, Daum Café, Twitter et Kakao Story.

### Naver Labs
NAVER LABS Corp. est la filiale R & D de Naver développant des technologies dans des domaines tels que la conduite autonome et l'intelligence artificielle. NAVER LABS a d'abord commencé en tant que division de R & D au sein de Naver en 2013, et a été officiellement établi à Pangyo en janvier 2017 avec le PDG Song Chang-Hyeon. NAVER LABS a travaillé dans des domaines tels que Papago (une application de traduction basée sur l'IA), Whale (un navigateur omni-tasking) et des robots. Les produits incluent le robot autonome Around, la plateforme d'information et de divertissement Away, ainsi qu'un projet de véhicule autonome.

#### Naver Labs Europe

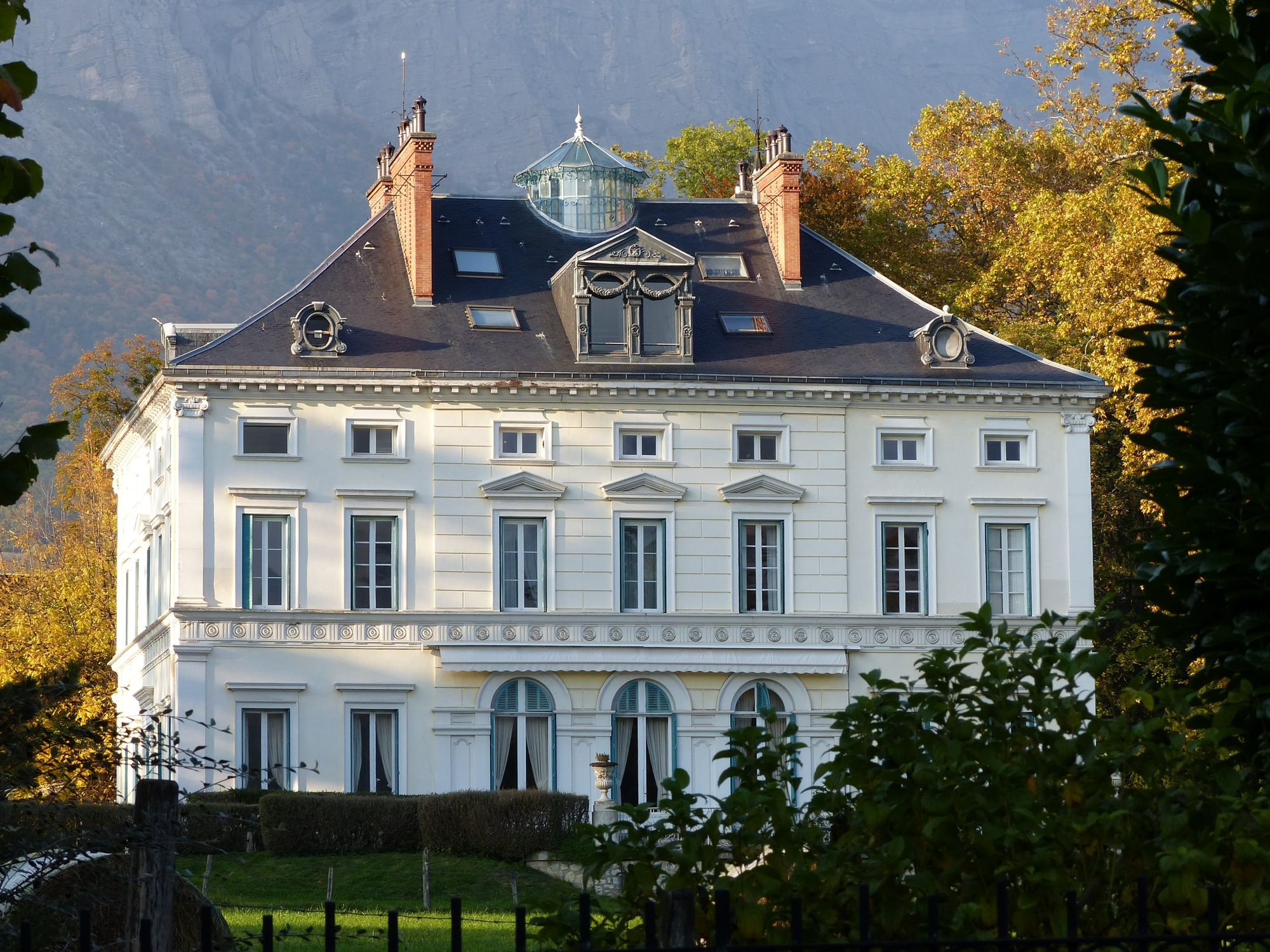
L’ancien château de Maupertuis à Meylan où est installé Naver Labs Europe.

En août 2017, Naver Labs acquiert Xerox Research Center Europe (XRCE) pour un montant non divulgué et le renomme Naver Labs Europe.
Naver a déclare que l'acquisition du centre de recherche high-tech situé à Meylan, dans la périphérie de Grenoble, lui a fourni 80 spécialistes de recherche et de développement IA et de technologies.

### Naver Webtoon
En 2004, Naver a lancé son service de bande dessinée en ligne Naver Webtoon.
En outre, Naver Webtoon gère également une section de romans spécialisée dans les romans de genre en ligne depuis 2013. L'un de ses romans les plus célèbres est Love in the Moonlight, qui a été adapté en série télévisée avec Park Bo-gum et Kim Yoo-jung.

### Naver Business Platform
NAVER Business Platform (NBP) fournit des solutions globales de gestion d'infrastructure informatique et d'entreprise pour Naver et ses filiales.
Le centre de données GAK a été ouvert en juin 2013 afin de protéger les données de plusieurs millions d'utilisateurs sur ses serveurs. Le Centre utilise une technologie qui refroidit la chaleur générée par les serveurs en utilisant l'air naturel.

### Works Mobile
Works Mobile Corporation fournit un service pour bureaux appelé Line Works. Les fonctions comprennent le courrier, le calendrier, la messagerie instantanée et le carnet d'adresses. Les utilisateurs de Works Mobile sont principalement situés en Corée et au Japon, mais le service cible également le marché B2B mondial avec l'aide de NBP (Naver Business Platform) et de Naver.

## Affaires corporatives et culture

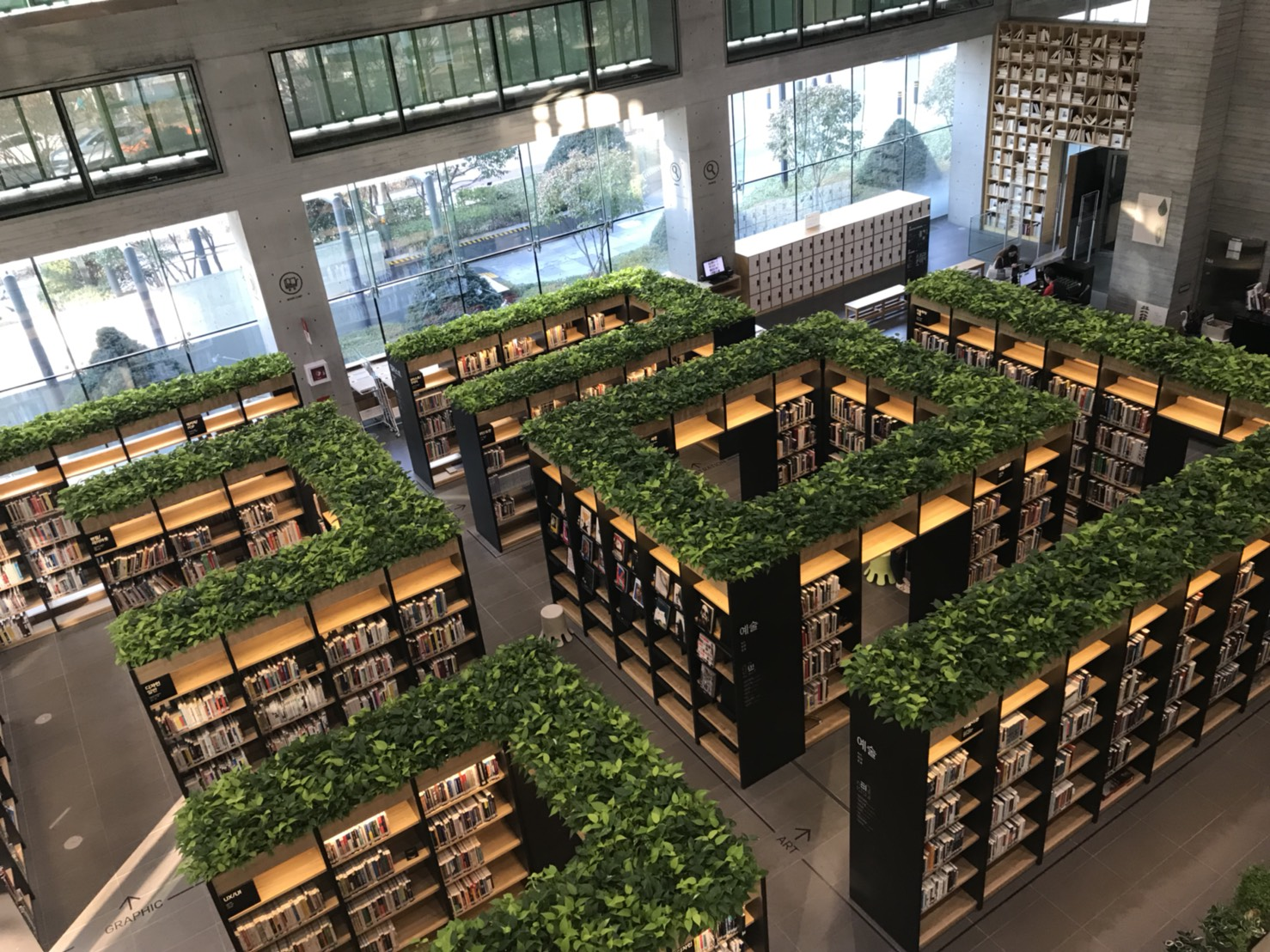
Bibliothèque dans Green Factory

### Green Factory
Le siège de Naver, situé à Bundang-gu Seongnam-si en Corée du Sud, est connu sous le nom de Green Factory.
La construction de l'immeuble a été terminée en mars 2010 avec 27 étages au-dessus du sol et 7 étages souterrains. Les espaces de bureaux de Green Factory sont conçus comme des pods, qui se concentrent sur une zone de réunion centrale ouverte.